# Rivulus frommi
Rivulus frommi és un peix de la família dels rivúlids i de l'ordre dels ciprinodontiformes.

## Morfologia
Els adults poden arribar als 6 cm de longitud total.

## Distribució geogràfica
Es troba a la república centreamericana de Panamà.